# Tales of the Crown
Tales of the Crown es un álbum de estudio de la agrupación alemana de heavy metal Axel Rudi Pell, publicado el 24 de octubre de 2008 por Steamhammer/SPV y producido por Axel Rudi Pell y Charlie Bauerfeind. El álbum ocupó la posición No. 56 en las listas de éxitos suecas y la posición No. 81 en las listas de Suiza.

## Lista de canciones
Todas las canciones escritas por Axel Rudi Pell.
1. "Higher" - 7:18
2. "Ain't Gonna Win" - 4:52
3. "Angel Eyes" - 4:58
4. "Crossfire" - 5:22
5. "Touching My Soul" - 6:32
6. "Emotional Echoes" - 5:07
7. "Riding on an Arrow" - 5:55
8. "Tales of the Crown" - 8:21
9. "Buried Alive" - 5:42
10. "Northern Lights" - 6:22

## Créditos
- Johnny Gioeli - voz
- Axel Rudi Pell - guitarra
- Volker Krawczak - bajo
- Mike Terrana - batería
- Ferdy Doernberg - teclados